# Quốc kỳ Uzbekistan

Cờ lực lượng vũ trang

Quốc kỳ Uzbekistan (tiếng Uzbek: Oʻzbekiston davlat bayrogʻi) là lá cờ được phê duyệt tại phiên họp thứ VII của Hội đồng Tối cao Uzbekistan vào ngày 18 tháng 11 năm 1991.

## Mô tả
Theo Đại sứ quán Uzbekistan:

Quốc kỳ của Cộng hòa Uzbekistan đã được chính thức phê duyệt tại phiên họp bất thường VII của Hội đồng Tối cao Uzbekistan vào ngày 18 tháng 11 năm 1991.
Quốc kỳ và biểu tượng đã miêu tả về lịch sử của Uzbekistan, thể hiện truyền thống dân tộc của Uzbekistan.
1. Màu xanh da trời trên cùng của lá cờ là biểu tượng của bầu trời và của cuộc sống. Đó là hình ảnh tượng trưng cho tấm lòng, trí tuệ, lòng trung thực và vinh quang.
2. Màu trắng tượng trưng cho hòa bình thánh thiện, hài hòa về ánh sáng Mặt Trời và ánh sáng từ vũ trụ.
3. Xanh lá cây là thiên nhiên đổi mới. Trong một vài quốc gia, nó là biểu tượng của niềm hi vọng, tuổi trẻ và niềm vui.
4. Viền đỏ ngăn cách giữa vạch xanh da trời và xanh lục là máu tượng trưng cho sức mạnh của cuộc sống.
5. Mặt Trăng màu trắng là truyền thống lịch sử của Uzbekistan. Đó cũng là biểu tượng cho nền độc lập của Uzbekistan
6. Những ngôi sao năm cánh là tinh thần, biểu tượng thiêng liêng cho tất cả các quốc gia. 12 ngôi sao được vẽ trên lá cờ của Uzbekistan chính là truyền thống lịch sử của Uzbekistan, với chu kỳ 12 tháng của Dương lịch. 12 ngôi sao này còn được giải thích còn là tư tưởng Thiên văn học của các quốc gia cổ đại tại biên giới của Uzbekistan. Nó cần thiết để hiểu được mô tả về 12 ngôi sao trên lá cờ tiểu bang là biểu tượng nền văn hóa của người Uzbek – sự trưởng thành và phấn đấu hạnh phúc.